# Kreuzbartschlüssel

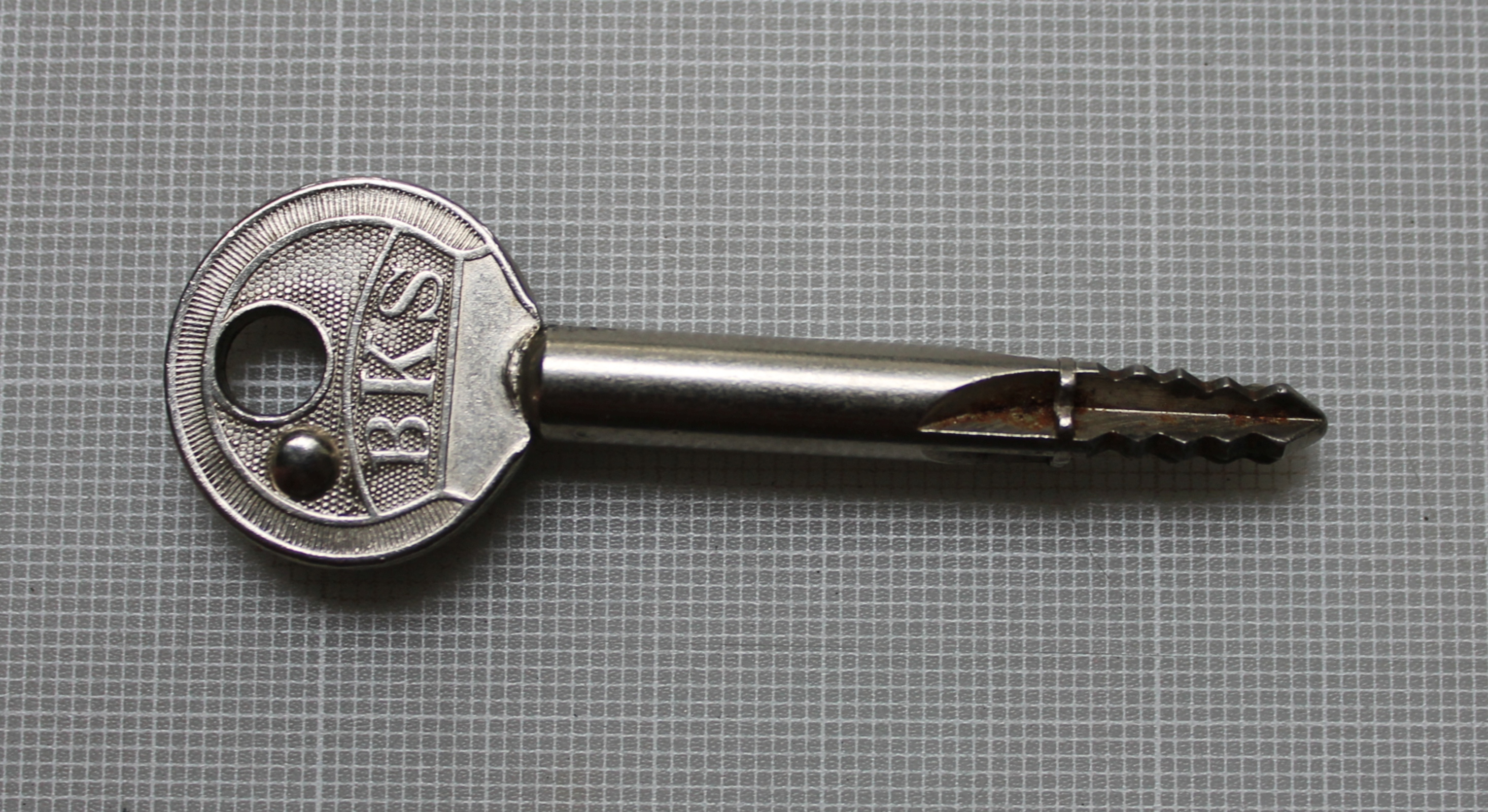
BKS-Kreuzbartschlüssel (1950er Jahre)

Ein Kreuzbartschlüssel, auch Kreuzprofilschlüssel genannt, ist ein 70 bis 130 mm langer Schlüssel mit rundem Schlüsselschaft (Schlüsselhalm), kreuzförmigem Schlüsselbart und angeschweißter Schlüsselreite (Schlüsselreide, Schlüsselkopf). Drei oder vier Rippen des Schlüsselbartes sind mit Schlüsseleinschnitten (Kerben) versehen, aus denen sich die Schließung des Kreuzbartschlüssels und der dazugehörigen Kreuzbartsicherung ergibt.

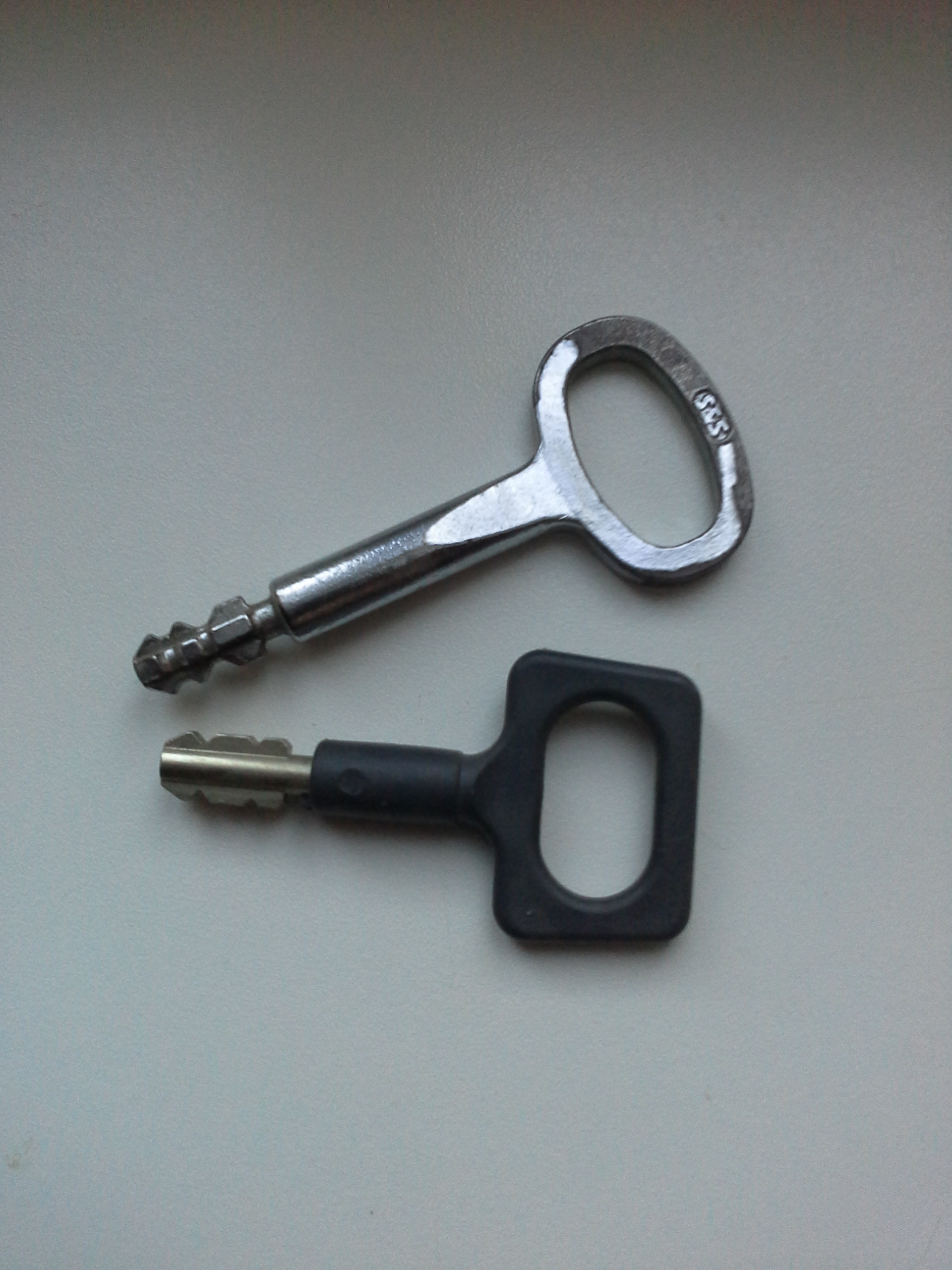
Zwei unterschiedliche Kreuzbartschlüssel für dasselbe Schloss

Eine einseitige Markierung auf der Schlüsselreite oder dem Schlüsselschaft erleichtert es den Schlüssel in der korrekten Ausrichtung in den Zylinderkern zu stecken. Manchmal wird zur Kennzeichnung zusätzlich eine Rippe breiter ausgeführt oder eine Rippe nur als Tiefenanschlag vorgesehen.
Die Technik vom Kreuzbartschloss findet sich unter anderem im Einsteckschloss für große Türen, in der Einbausicherung (Umrüstsatz), im Schaltschrankschloss oder im Geldkassettenschloss.
In aktuellen Profilzylindern, Vorhangschlössern, Schrankschlössern, Vitrinenschlössern oder (Glas-)Schiebetürenschlössern werden sie kaum noch eingesetzt.
Die Kreuzbarteinbausicherung ist auch das Ersatzteil für das Kreuzbarteinsteckschloss.
Es gibt sie sechsstiftig bzw. neunstiftig. Als Schaltschrankschlosseinsatz gibt es sie bis zu zwölfstiftig.

## Geschichte
Zylinderschlösser mit Kreuzbartschlüssel ersetzten bei Wohnungs- und Haustüren die weniger sicheren Buntbartschlüssel (keine Nuten), Nutbartschlüssel (Buntbart mit Nuten, auch Chubbschlüssel genannt) und einseitige Nutschlüssel (Gradbart oder Vollbart).
Heutzutage kann der Versicherungsschutz erlöschen, wenn in einer Haus-, Wohnungs- oder Einliegerwohnungstür kein Zylinderschloss eingebaut ist.
Zeiss Ikon war bekannt für eine große Auswahl von Schließmechanismen für Kreuzbartschlüssel. Das Unternehmen entwarf für ihre Schlüssel verschiedene Kreuzbartprofile mit und ohne Rillen für unterschiedlichste Anwendungen, von S1 über S9 bis S94 und später SE1K.
Teilweise sind Rohlinge mit den Profilen noch heute frei erhältlich, wie S1 (Dicke Rippe oben) und S2 (Dicke Rippe unten).
Andere Profile waren für die unkontrollierte Fertigung von Nachschlüsseln gesperrt, jedoch wurde keine Sicherungskarte verlangt (Sperrschließung ohne Sicherungskarte), wie beispielsweise beim Profil S3.
Für andere Profile wurden nur Nachschlüssel angefertigt, wenn eine Sicherungskarte vorgelegt werden konnte (Sperrschließung mit Sicherungskarte), beispielsweise beim Profil S9, S94 und SE1K.
Zeiss Ikon Kreuzbartrohlinge für den Freiverkauf wurden beispielsweise S1A oder S2C gestempelt. Die Buchstaben am Ende kodierten die Gesamtlänge des Schlüsselrohlings auf A ≙ 70 mm, B ≙ 85 mm oder C ≙ 100 mm.
Darüber hinaus gibt es bis heute Kreuzbartschlüsselrohlinge in Sonderlängen mit den Kodierbuchstaben D ≙ 110 mm, E ≙ 120 mm und L ≙ 130 mm.
In Südamerika werden die Kreuzbartschlüssel bis heute eingesetzt. Ein brasilianischer Hersteller von Rohlingen listet 30 Marken mit 119 Varianten in Profil und Reite.
Ein Hersteller, der hauptsächlich auf der Nordhalbkugel tätig ist, listet 39 Marken mit den verbreitetsten Profilen.
In südamerikanischen Drückergarnituren und Schlossrosetten schützen in der Regel bewegliche Lamellen den Schlossmechanismus vor Verschmutzung und Regen.